# Graphogaster anomalon
Graphogaster anomalon là một loài ruồi trong họ Tachinidae.